# Fatum (Romeinse godsdienst)

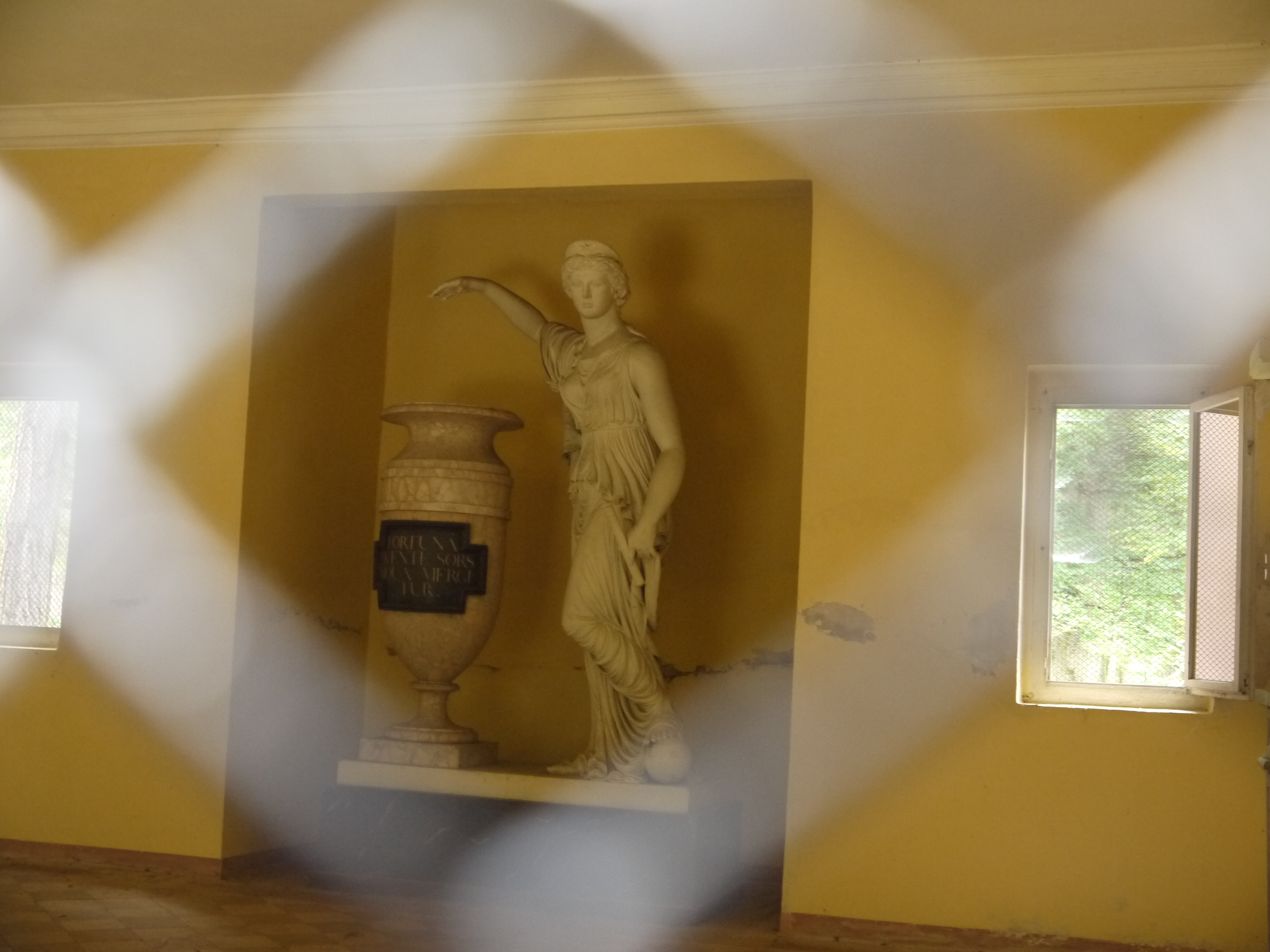
Sculptuur in Park Schönbusch bij Aschaffenburg

Fatum was eigenlijk het uitgesproken woord, de uitgesproken wil van Iuppiter, de opperste bestuurder van de wereld, doch ook wel van de andere goden. Het meervoud Fata werd gebruikt voor het bijzondere lot van verschillende mensen of personen en van de openbaringen van de wil van de goden daaromtrent door de mond van profeten of Sibyllen. Verder werden reeds in oude tijden met de naam van Fata vrouwen aangeduid, die de gave van de voorspelling hadden ontvangen. In latere tijden werden ook de schikgodinnen, de Parcen, met die naam bestempeld.